# Loreta modesta
Loreta modesta är en insektsart som beskrevs  1978 av Rauno E. Linnavuori och Dwight M. DeLong. Arten ingår i släktet Loreta och familjen dvärgstritar. Inga underarter finns listade i Catalogue of Life.